# دانشگاه صنعتی اراک
دانشگاه صنعتی اراک، نام یک دانشگاه صنعتی دولتی در ایران است که در شهر اراک، استان مرکزی واقع شده و با هدف تربیت نیروهای متخصص برای صنایع ایران و استان مرکزی به‌عنوان پایتخت صنعتی ایران در رشته‌های فنی‌مهندسی دانشجو می‌پذیرد. این دانشگاه دارای رتبه ۳۰ در میان دانشگاه‌های دولتی ایران و دارای رتبه ۱۲ از ۲۳ در میان دانشگاه‌های صنعتی کشور بر اساس شاخص رتبه‌بندی علمی می‌باشد. دانشگاه صنعتی اراک در شاخص ارتباط با صنعت موفق به کسب رتبه ۱۷ در میان کل دانشگاه‌های ایران شده‌است و همچنین بر اساس شاخص فعالیت‌های اجتماعی و اقتصادی ISC رتبه ۹ دانشگاه‌های کشور را در اختیار دارد. به‌علاوه دانشگاه صنعتی اراک رتبه اول را در زمینه اختصاص امکانات و سراهای ورزشی به دانشجویان، درمیان دانشگاه‌های کشور کسب کرده‌است.

## تاریخچه
دانشگاه صنعتی اراک، از سال ۱۳۶۷، با عنوان آموزشکده فنی‌مهندسی، با هدف تربیت نیروی متخصص برای صنایع استان مرکزی آغاز به‌کار نمود. در آن زمان، برای ۹ گرایش کاردانی در رشته‌های مکانیک، برق و متالورژی با ظرفیت نهایی ۱۲۰۰ دانشجو برنامه‌ریزی‌های لازم انجام و مجوزهای مربوطه اخذ گردید و با همکاری ماشین‌سازی اراک در سه گرایش ماشین ابزار، ریخته‌گری و نقشه‌کشی صنعتی تا سال ۱۳۷۵ اقدام به پذیرش دانشجو می‌نمود. 

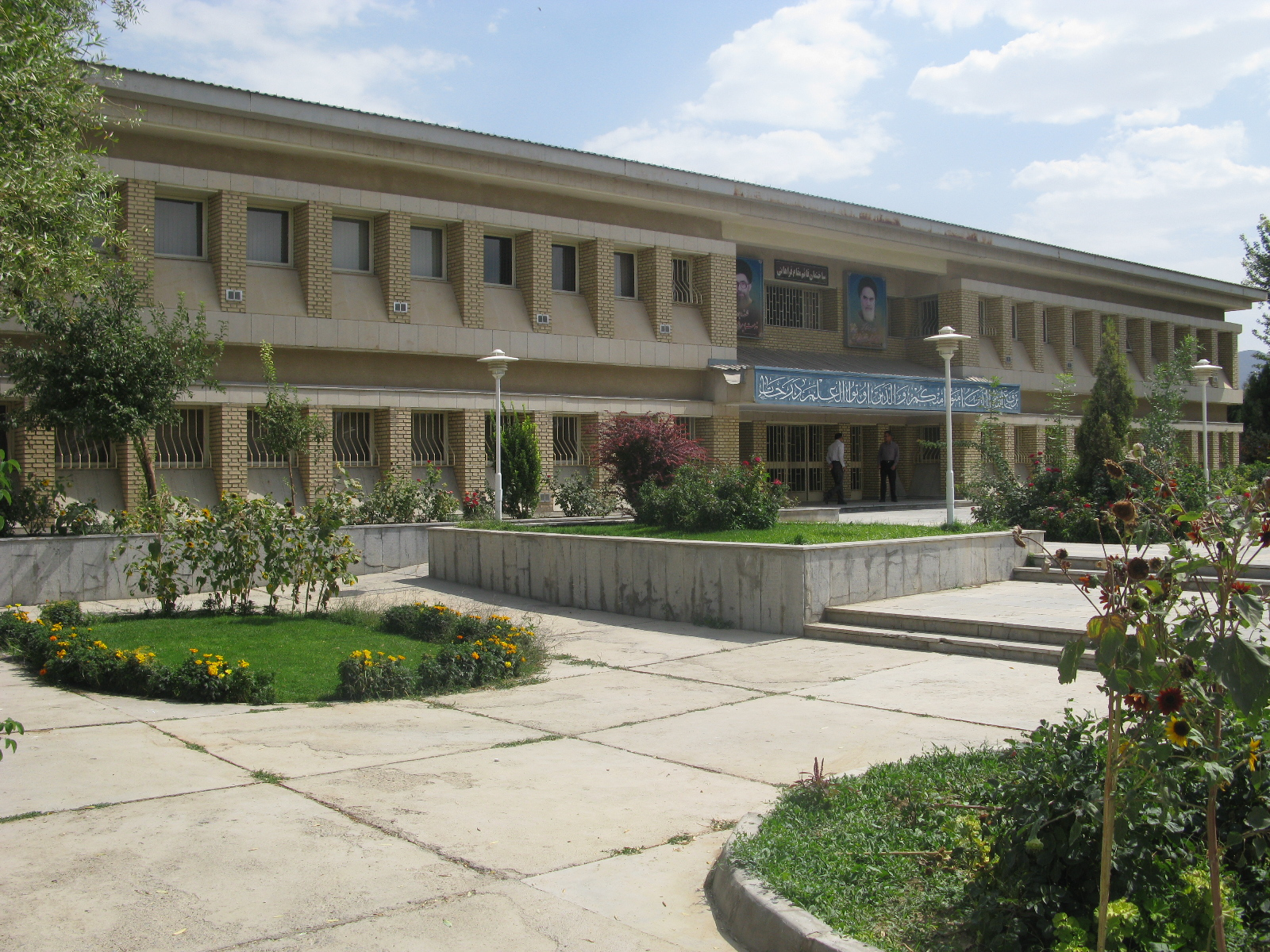
ساختمان اصلی دانشگاه

در سال ۱۳۷۵، با آماده شدن اولین فاز طرح عمرانی دانشکده، دانشجویان به محل اصلی (محل کنونی) منتقل گردیدند و دانشگاه علم و صنعت ایران با توجه به نیاز منطقه و نیز توسعه آموزش عالی، با عنوان دانشگاه علم و صنعت ایران واحد اراک، تربیت نیروی متخصص کارشناسی مورد نیاز استان مرکزی را مورد توجه قرار داد و طی برنامه میان‌مدت توسعه در پنج رشته کاربردی و تخصصی شامل مهندسی مکانیک ساخت و تولید، مهندسی مکانیک تأسیسات حرارتی و برودتی، مهندسی عمران نقشه‌برداری، عمران و مهندسی معدن، گرایش اکتشاف و گرایش مکانیک سنگ و مهندسی برق در گرایش قدرت اقدام به پذیرش دانشجو در مقطع کارشناسی نمود.

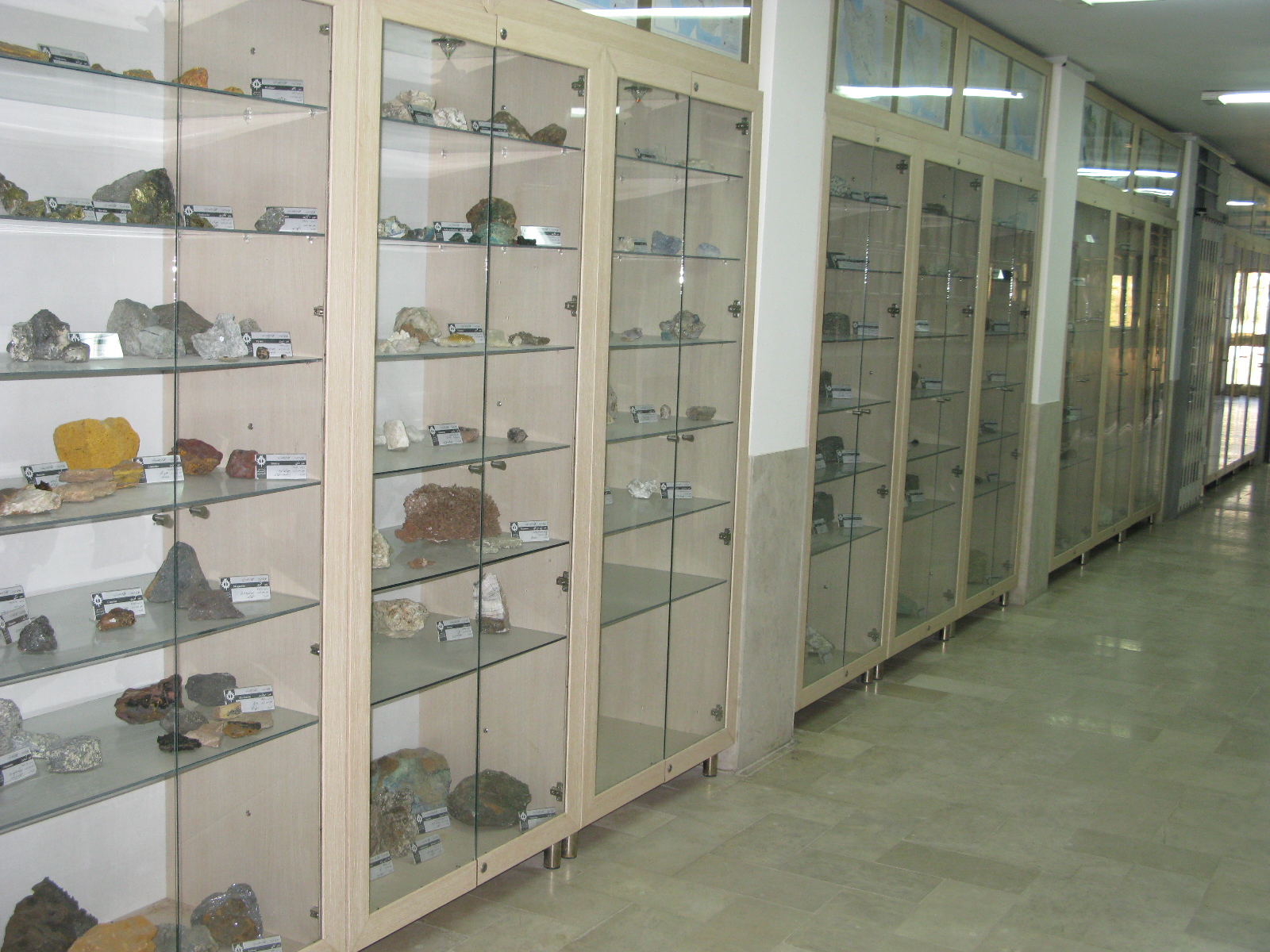
نمایشگاه دائمی کانی و سنگ در دانشگاه صنعتی اراک

در تیرماه سال ۱۳۸۹ در راستای توسعه کیفی و کاربردی آموزش عالی در کشور و نیاز استان صنعتی مرکزی به یک دانشگاه صنعتی و نیز فعالیت‌های قابل توجه آموزشی و پژوهشی آن، این مجموعه موفق به اخذ مجوز از شورای برنامه‌ریزی و گسترش آموزش عالی وزارت علوم، تحقیقات و فناوری از دانشگاه علم و صنعت ایران مستقل و به دانشگاه صنعتی اراک ارتقاء یافت.
اکنون این دانشگاه به عنوان یکی از مهمترین دانشگاه‌های استان مرکزی، با بیش از ۲۰۰۰ نفر دانشجو در رشته‌های تخصصی در مقاطع کارشناسی و کارشناسی ارشد و ۹۰ نفر عضو هیئت علمی تمام وقت و مدعو مشغول به فعالیت آموزشی و پژوهشی می‌باشد و تاکنون ۳۰۰۰ نفر از این مرکز آموزشی موفق به کسب درجه کارشناسی در رشته‌های مختلف مهندسی گردیده‌اند.

## گروه‌ها و مقاطع آموزشی
| گروه‌ها و مقاطع آموزشی    | گروه‌ها و مقاطع آموزشی   | گروه‌ها و مقاطع آموزشی | گروه‌ها و مقاطع آموزشی | گروه‌ها و مقاطع آموزشی |
| دانشکده                  | گرایش                   | کارشناسی              | کارشناسی ارشد         | دکترا                 |
| ------------------------ | ----------------------- | --------------------- | --------------------- | --------------------- |
| مهندسی مکانیک            | تأسیسات حرارتی و برودتی | *                     | *                     |                       |
| مهندسی مکانیک            | تبدیل انرژی             | *                     | *                     | *                     |
| مهندسی مکانیک            | ساخت و تولید            | *                     | *                     | *                     |
| مهندسی مکانیک            | طراحی کاربردی           |                       | *                     | *                     |
| مهندسی برق               | قدرت                    | *                     | *                     |                       |
| مهندسی برق               | مخابرات                 | *                     | *                     |                       |
| مهندسی معدن              | استخراج                 | *                     |                       |                       |
| مهندسی معدن              | اکتشاف                  | *                     | *                     |                       |
| مهندسی معدن              | فرآوری مواد معدنی       | *                     | *                     |                       |
| مهندسی عمران و ژئومکانیک | عمران                   | *                     |                       |                       |
| مهندسی عمران و ژئومکانیک | مکانیک سنگ              | *                     | *                     | *                     |
| مهندسی عمران و ژئومکانیک | نقشه‌برداری              | *                     |                       |                       |